# Anna selbdritt

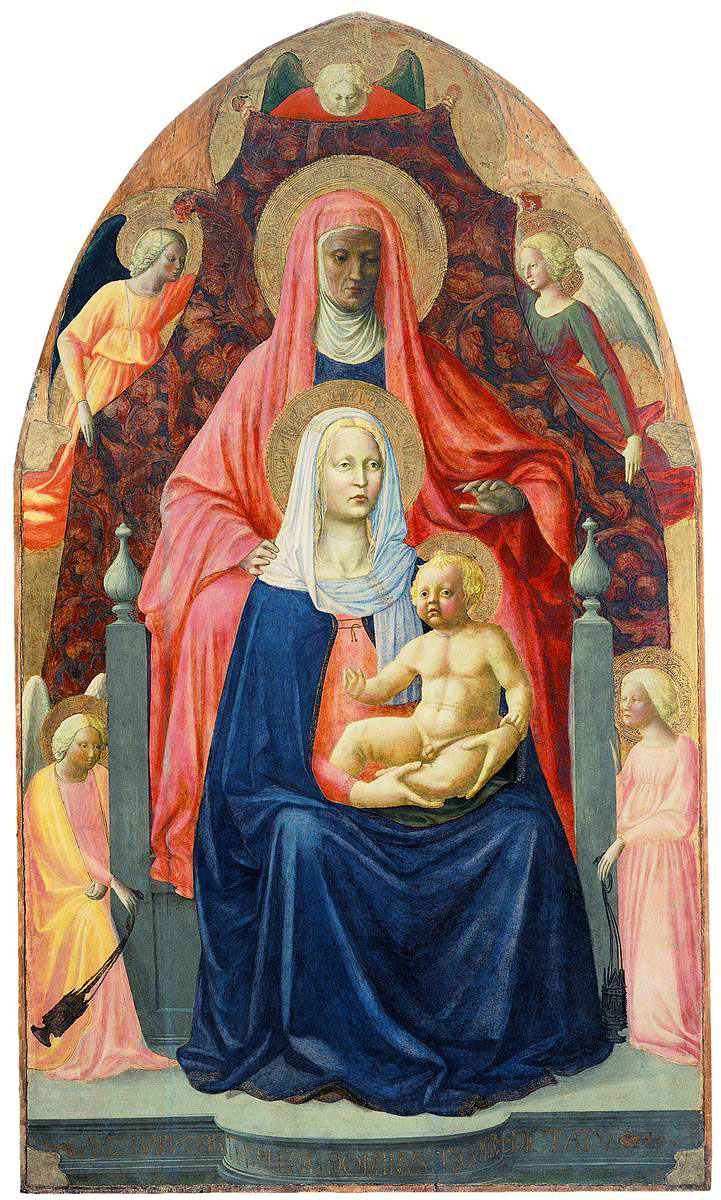
Мазолино и Мазаччо. Анна втроём. 1424—1425. Дерево, темпера. Уффици, Флоренция

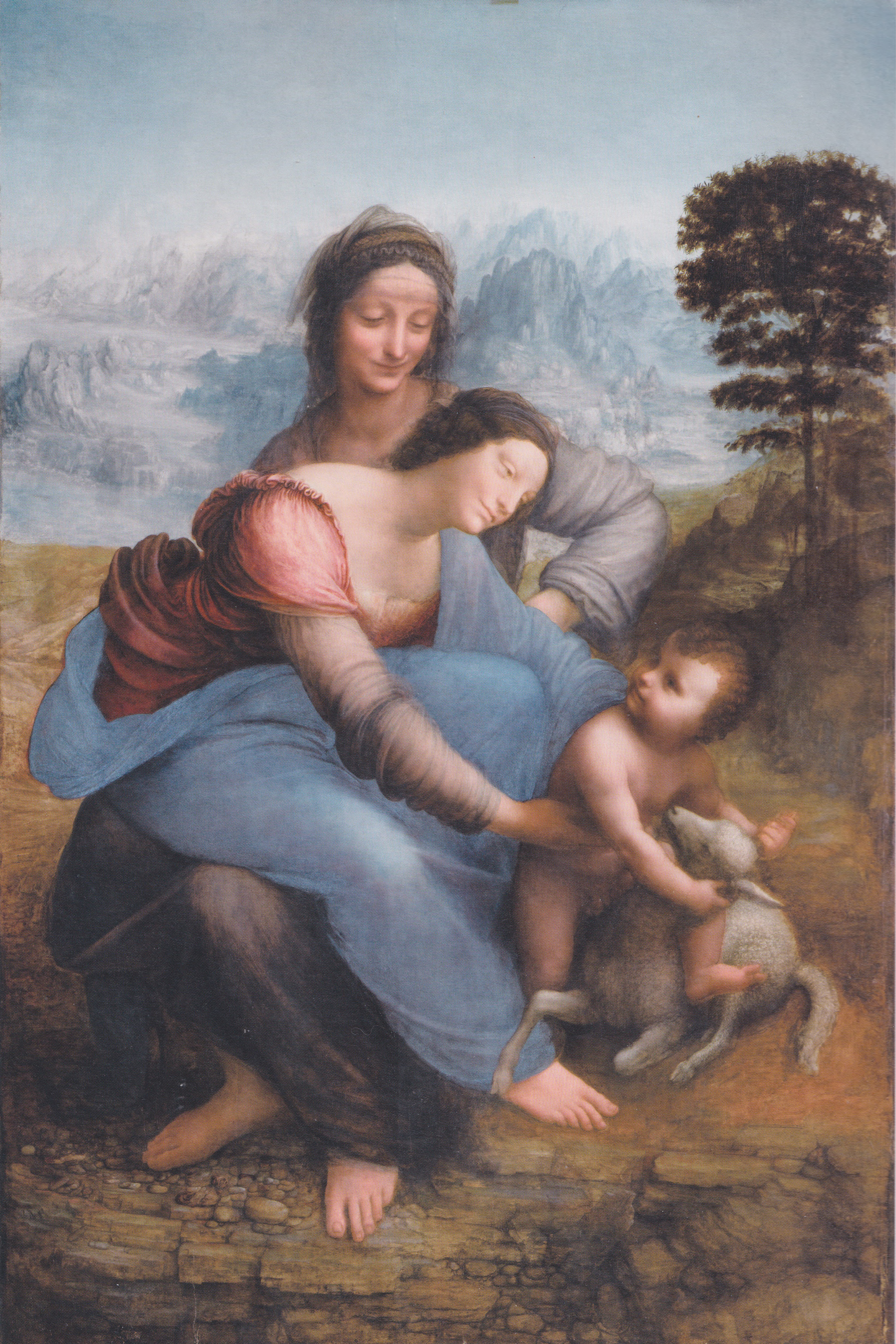
Леонардо да Винчи. Святая Анна с Мадонной и младенцем Христом. 1508—1510. Дерево, масло. Лувр, Париж

Anna selbdritt, Анна втроём (итал. Anna Metterza, Sant'Anna Metterza — «Святая Анна усевшаяся, расположившаяся», англ. Ann mettercia, фр. Anne trinitaire — «Анна втроём», или «Анна — сама третья») — иконографический тип изображения святой Анны с её дочерью Девой Марией и внуком Иисусом Христом. Эта иконография сформировалась в позднее средневековье в связи с ростом популярности культа святой Анны, и особенно была распространена в XV веке в Италии и Германии.

## Происхождение и развитие иконографии
В канонических Евангелиях святая Анна не упоминается, однако о ней рассказывается в самом древнем апокрифическом источнике — Первоевангелии (ок. 130 г.), автором которого считается апостол Иаков. Первоевангелие является своего рода предисловием к каноническим текстам и содержит в том числе историю Марии и её родителей Иоакима и Анны.
Христианский культ святой Анны, матери Марии и бабушки Иисуса Христа, в Византии известен с IV века. В средневековой латыни существовал термин «меттерца», вошедший в итальянский язык (мetterza) и имеющий соответствие в немецком (selbdritt). Он обозначал, что Святая Анна входит как третья в единство, включающее Марию и Иисуса.
Самое раннее живописное свидетельство почитания матери Девы Марии — фрески в римской церкви Санта Мария Антиква, датируемые VIII веком. Распространённый иконографический тип изображения младенца Иисуса с матерью и бабушкой, сложившийся в эпоху раннего западноевропейского средневековья, предписывал представлять Марию сидящей на коленях матери и держащей на своих коленях Сына. Монументальные композиции обыкновенно были строго фронтальными и отличались статичностью и иератичностью. Эта же тема известна в средневековой скульптуре.
В начале XVI века иконографический тип «Анна втроём» приобретает бо́льшую динамичность («Мадонна с младенцем и святой Анной» Дюрера, «Святая Анна с Мадонной и младенцем Христом» Леонардо да Винчи). Отношения святых персонажей художники стали выражать направлением взглядов, жестами и улыбками. Характерная черта таких композиций — невыраженность возраста персонажей. Мать Иисуса и его бабушка изображаются молодыми девами.
Схожая иконография получила распространение в средневековом искусстве стран Северной Европы: немецкой скульптуре, книжных миниатюрах Франции, алтарных картинах и гравюрах Северного Возрождения в так называемых «горизонтальных оплакиваниях» (лат. Pietas Horizontalis), где показано мёртвое тело Христа, распростёртое на коленях у Матери. В скульптуре такие композиции появились в 1390—1410-х годах в Праге, Зальцбурге, Вроцлаве, а затем получили распространение в разных областях Италии, где работали немецкие мастера. Они имеют своеобразное название «Образы вече́ри», или «Веспербильд» (нем. Vesperbilder. Богоматерь в подобных композициях традиционно изображали совсем молодой, почти девочкой.
Это обстоятельство связано ещё с одним апокрифическим сказанием о том, что святость персонажей послужила причиной сохранения их вечной молодости. Этой темой был увлечён молодой Микеланджело, создавая свою знаменитую ватиканскую Пьету (1499). Контраст образов молодой Девы и взрослого Сына у Неё на коленях создаёт особенное духовное напряжение и трогательное, просветлённо-созерцательное настроение. Согласно идеям мистического христианства, усвоенного итальянской иконографией, «Божественная воля поддерживала цвет и свежесть молодости у невинной Девы» на протяжении всей Её жизни, чуждой всякого греха.
В эпоху Реформации изображения святой Анны, как персонажа, не упоминающегося в канонических Евангелиях, становились жертвами иконоборцев, в течение XVI столетия, вероятно, было уничтожено значительное число подобных произведений.
В древнерусском искусстве существует довольно редкий тип композиции «Женская Троица», где вместо младенца Иисуса изображается кукла, с которой играет девочка, будущая Богородица.

## Интерпретации темы в ренессансном искусстве

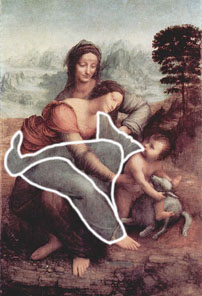
Очертания коршуна, образуемые складками одежд Св. Анны. Схема по З. Фрейду

В 1508—1510 годах выдающийся художник эпохи Высокого Возрождения Леонардо да Винчи написал картину на тему «Анна втроём», в которой Мария изображена сидящей на коленях у своей матери Анны, удерживая младенца Иисуса. Из «Жизнеописаний наиболее знаменитых живописцев, ваятелей и зодчих» Дж. Вазари известно, что работа на тему «Анна втроём» была заказана в качестве верхнего запрестольного образа для церкви Сантиссима-Аннунциата во Флоренции.
Таинственной личностью Леонардо да Винчи и некоторыми странностями его творчества занимались не только историки искусства, но и психологи. Классик психоанализа Зигмунд Фрейд посвятил творчеству художника и, в частности, его картине «Анна втроём», небольшую работу «Одно раннее воспоминание Леонардо да Винчи» (нем. Eine Kindheitserinnerung des Leonardo da Vinci, 1910), в русском переводе: «Леонардо да Винчи. Воспоминание детства» и «Воспоминания Леонардо да Винчи о раннем детстве». Известна также работа Фрейда, опубликованная на русском языке и ставшая классикой психологии искусства «Леонардо да Винчи» (1912).
Согласно интерпретации Фрейда, картина «Святая Анна с Мадонной и младенцем Христом» отражает детские воспоминания Леонардо о матери, крестьянке Катерине, с которой он был разлучён, как считает исследователь, между тремя и пятью годами. В этот период Леонардо воспитывался в семье отца, Пьеро да Винчи, который женился на богатой и знатной донне Альбиере, убедившись, что супруга не может иметь детей, решил забрать сына к себе. По мнению Фрейда, Дева Мария и её мать Анна в этой картине отображают «двух матерей» художника — родную и мачеху, причём Анна, являющаяся «проекцией» Катерины, улыбается той же загадочной улыбкой, что и Джоконда, Иоанн Креститель и персонажи других картин Леонардо (Фрейд видит в этом характерном выражении лица сохранившееся в памяти Леонардо воспоминание о материнской улыбке). В складках одежд святой Анны Фрейд усматривает очертания коршуна, фигурирующего в детском воспоминании Леонардо, которое тот описал в своём дневнике: «Когда я ещё лежал в колыбели, слетел ко мне коршун, открыл мне своим хвостом рот и несколько раз этим хвостом ударил меня по губам». Это воспоминание Фрейд связывает с подсознательными воспоминаниями о сосании материнской груди. В одном из текстов Гораполлона Фрейд нашёл упоминание о том, что коршуны, будучи однополыми существами, «зачинают от ветра». Если Леонардо также был знаком с этим источником, то он мог подсознательно связать эти слова с фактом своего незаконного рождения. Фрейд развивает эту концепцию как часть своих исследований проблемы сублимации половых инстинктов, в частности, продуктивности Леонардо как учёного и художника, а также его предполагаемой гомосексуальной ориентации.
Фрейд видел цепь ассоциаций во сне мальчика: от материнской груди к птичьему хвосту и пенису. Исследование женской природы и анатомии матери, которое считалось запретным, сублимировалось жаждой исследований явлений природы, анатомии человека и изобретением различных механизмов.
В отношении картины со Святой Анной Фрейд выдвинул тезис о том, что картина содержит историю детства Леонардо. Фигура отца отсутствует. Леонардо воспитывался двумя матерями, его биологической женой и молодой женой его дедушки, в чей дом он был принят, когда ему было шесть лет. Этим же объясняется и сходство черт двух изображенных женщин, почти не различающихся по возрасту. Обе загадочные улыбки пробуждают в живописце память о матери его ранних детских лет.

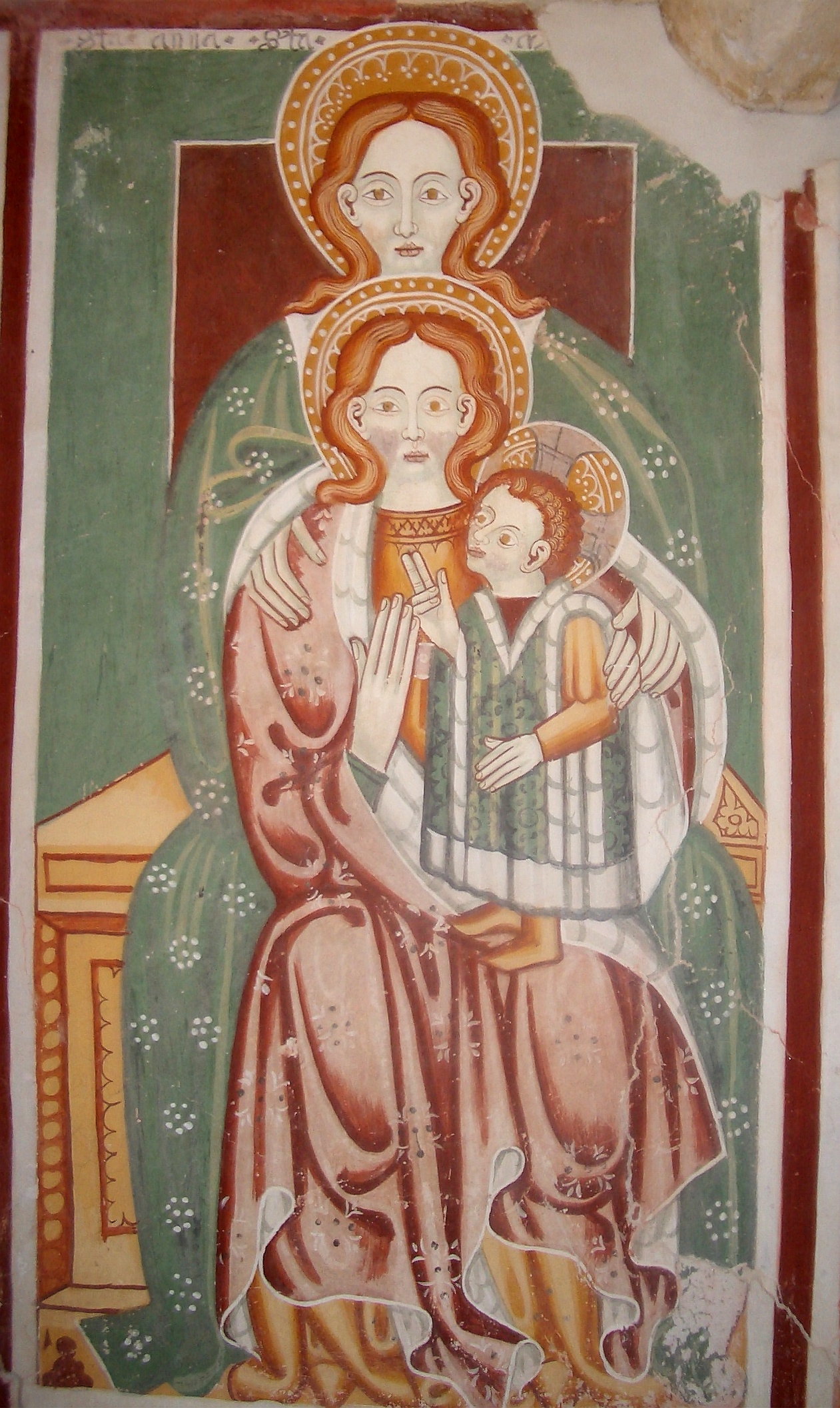
Святая Анна Меттерца. Деталь фрески неизвестного мастера. Ок. 1450 г. Ораторий Сан-Лоренцо, Верчелли, Пьемонт
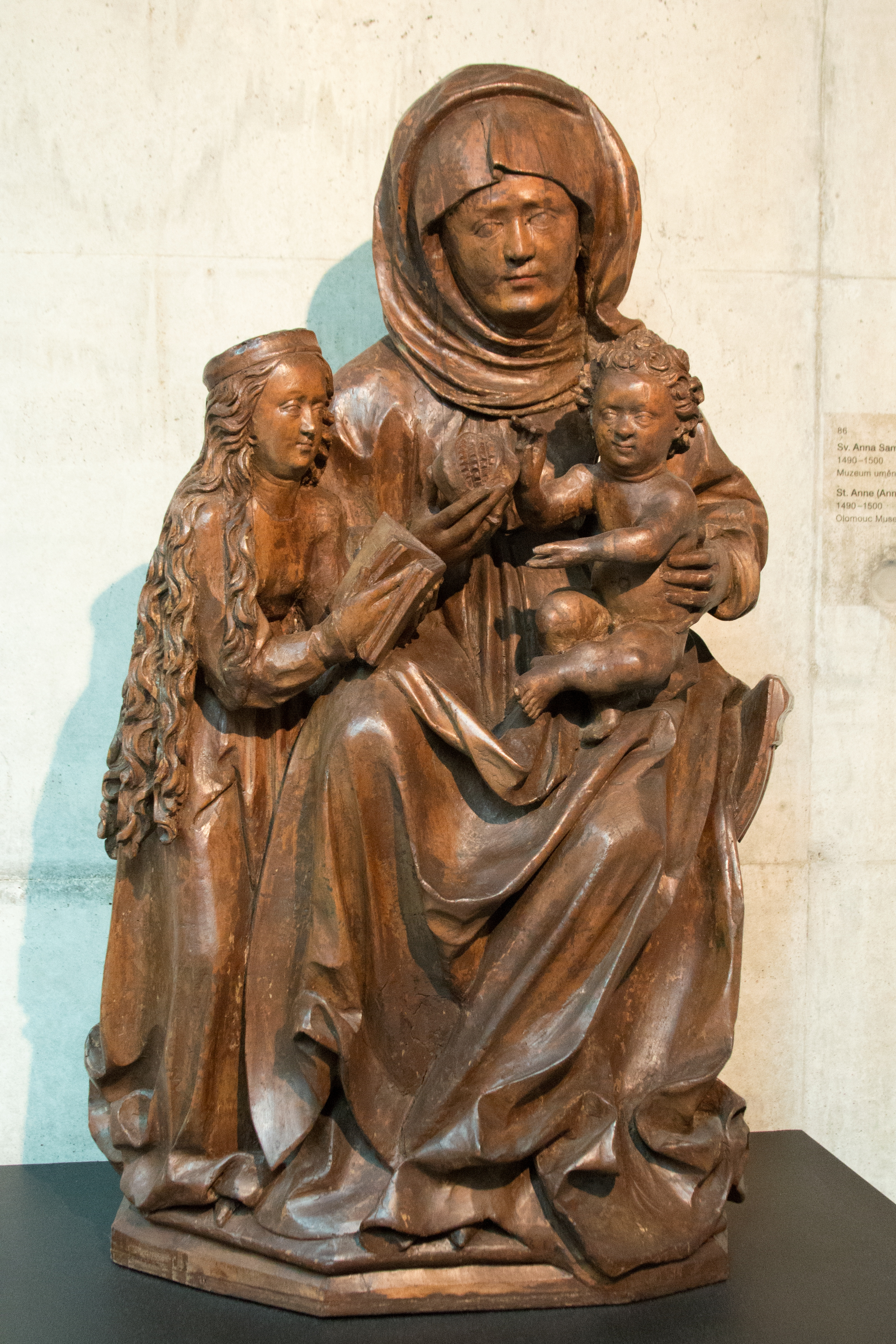
Анна втроём. 1490-1500. Дерево. Оломоуц, Чехия
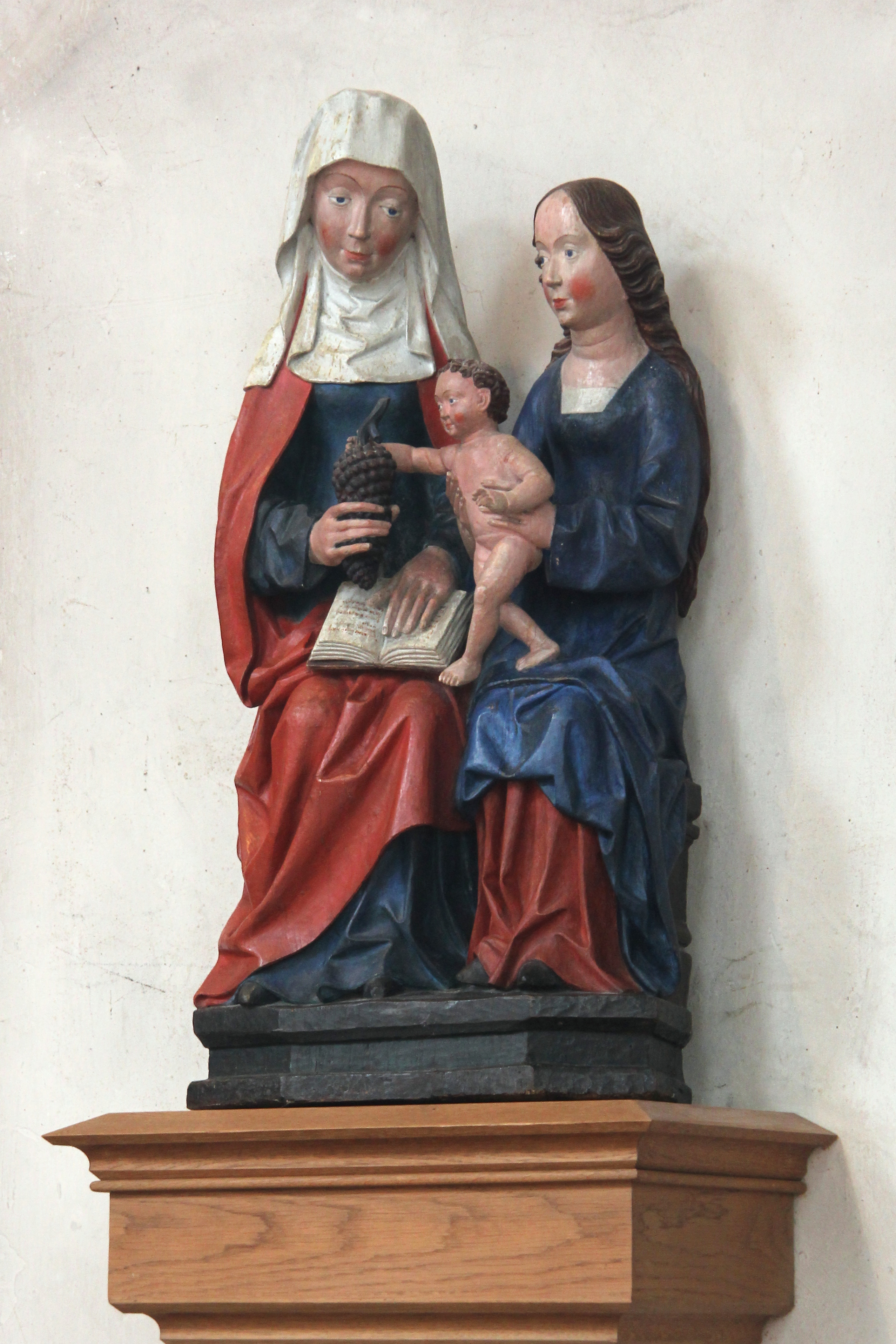
Анна втроём. Ок. 1450 г. Дерево, роспись. Вер, Рейнланд-Пфальц
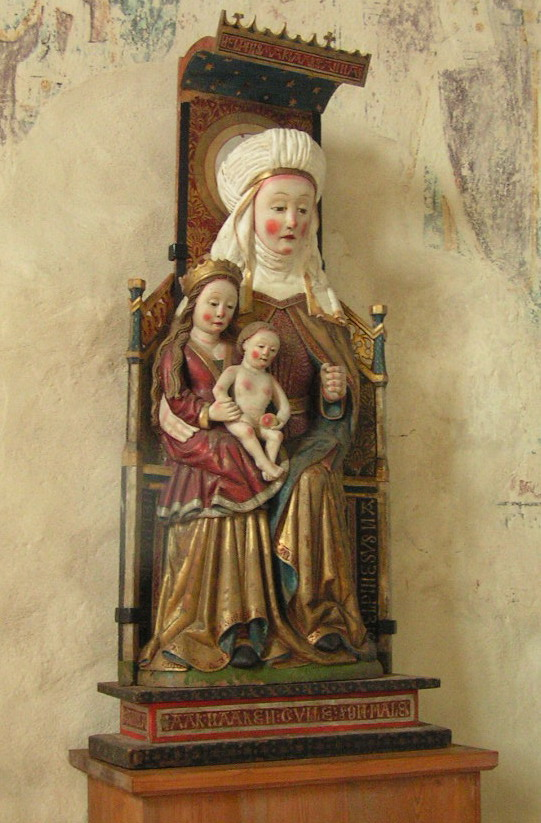
Троица Святой Анны. До 1520 г. Дерево, роспись, золочение. Старая церковь, Энонер, Уппсала, Швеция
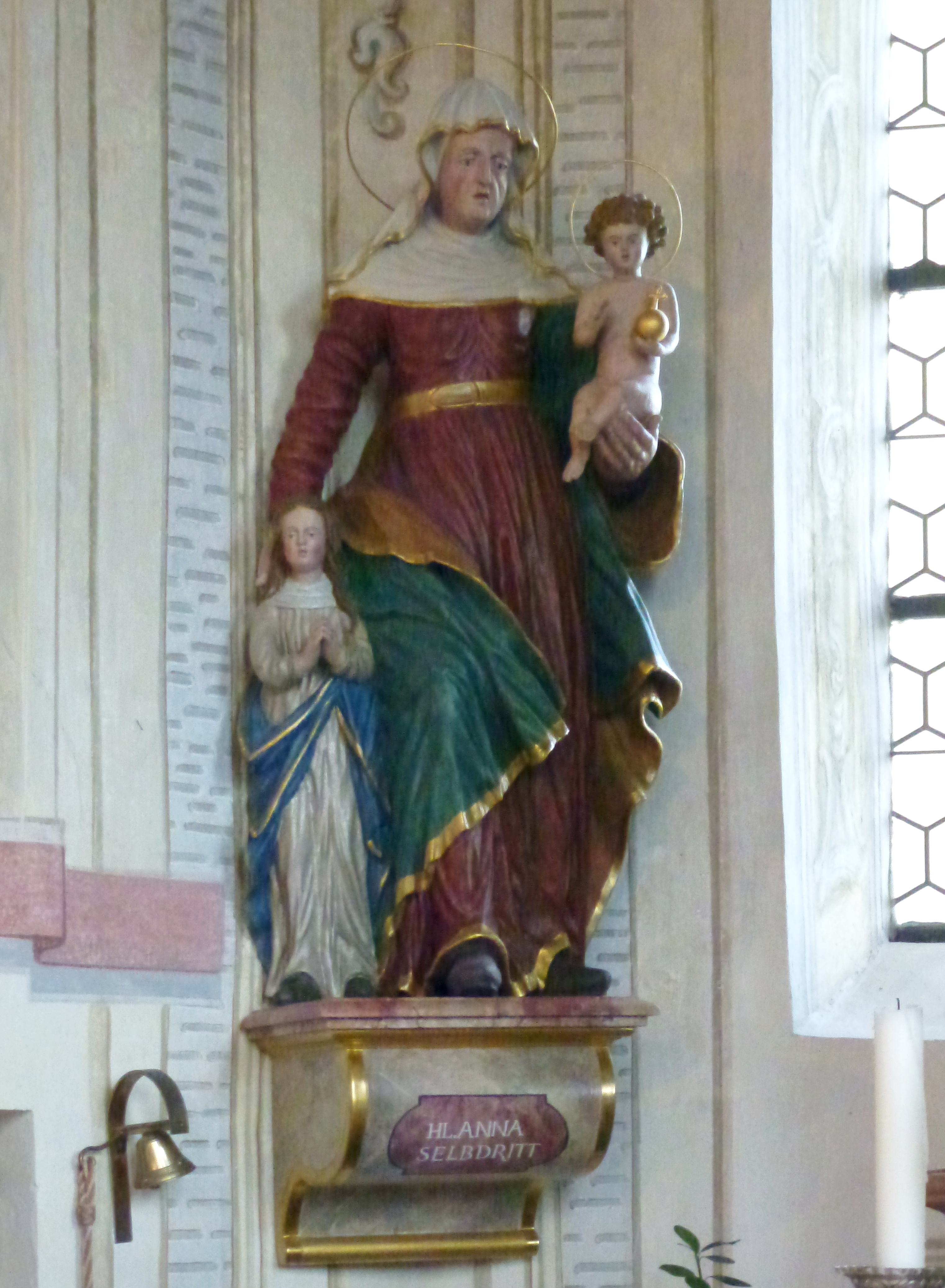
Анна втроём. Ок. 1500 г. Дерево, роспись. Церковь Святого Стефана, Эгенбург, Бавария
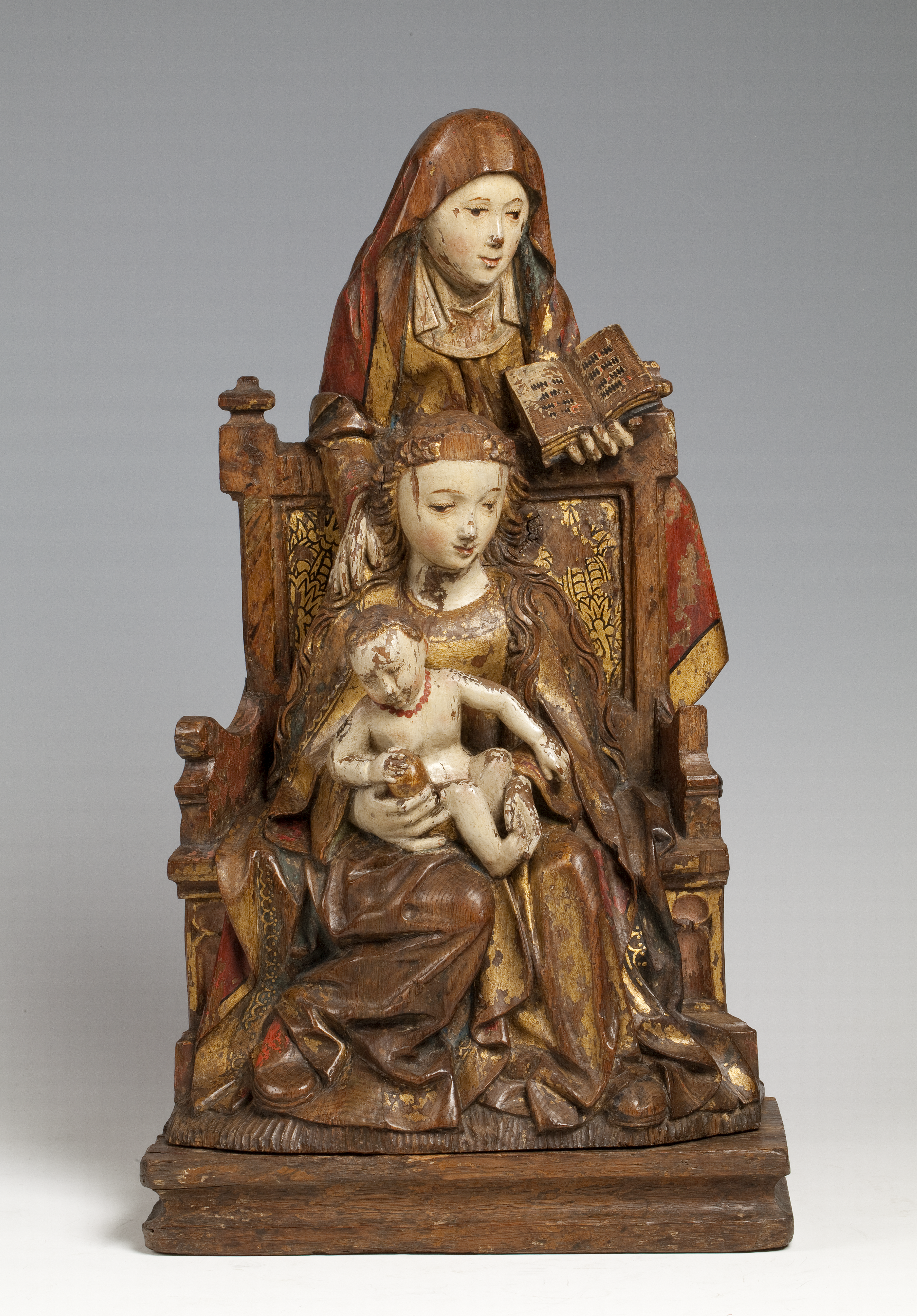
Анна втроём. Ок. 1500 г. Нидерланды. Дерево, роспись, золочение. Городской музей, Утрехт